# Anton Popstoilow

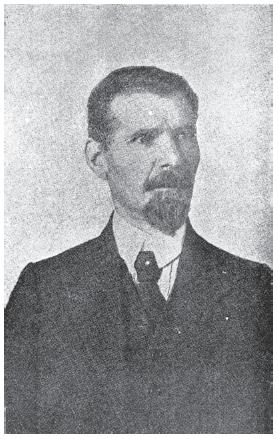
Anton Popstoilow

Anton Popstoilow Nikow (auch Anton pop Stoilow Nikow, Anton Popstoilov Nikov oder Anton pop Stoilov Nikov, bulgarisch Антон Попстоилов Ников, bulgarische Schreibweise bis 1945 Антонъ попъ Стоиловъ Никовъ; * 15. Februar 1869 in Leschko, damals Osmanisches Reich; † 9. August 1928 in Sofia, Bulgarien) war ein bulgarischer Ethnograph, Historiker, Folklorist, Bildungsfunktionär und seit 1906 Mitglied der Bulgarischen Akademie der Wissenschaften.

## Leben
Anton Popstoilow wurde 1869 in die große Familie des Priesters Stoil im makedonischem Dorf Leschko im Osmanischen Reich unweit von Gorna Dschumaja geboren. Sein Nachname leitet sich daraus ab: Pop=Priester, Stoilow=Sohn von Sotil. Der Ethnograph Christo Popstoilow ist sein Bruder.
Die Grundschulausbildung absolvierte Anton Popstoilow im mittlerweile bulgarischen Dupniza. Er kehrte ins Osmanische Reich zurück und besuchte die renommierte und zu damaligen Zeitpunkt beste bulgarische Schule in Makedonien, das bulgarische Männergymnasium in Thessaloniki. 1890 schloss er das Gymnasium mit dem Profil Pädagogik ab und wurde daraufhin für drei Jahre Lehrer an der bulgarischen Schule in Prilep. Ab 1893 studierte Anton Popstoilow, wahrscheinlich mit einem Stipendium der bulgarischen Kirche, an der Sofioter Hochschule Slawische Philologie. Die Universität absolvierte er 1897.
In den Folgejahren kehrte Popstoilow erneut ins Osmanische Reich zurück und wurde Lehrer an verschiedenen bulgarischen Schulen. Die Lehrer und Leiter der bulgarischen Bildungsstätten wurden in dieser Zeit von der Bulgarisch-orthodoxen Kirche ernannt, zusammen mit der Kirchengemeinde oder dem Bildungsverein vor Ort mitfinanziert und unterstanden dem örtlichen Bischof. Um sich von den Bildungsstätten der Bulgarisch-katholischen Kirche zu unterscheiden, wurden die orthodoxen Schulen nach der zu dieser Zeit existierenden kirchlichen Organisation, dem Bulgarischen Exarchat, auch oft Exarchatsschulen und deren Lehrer Exarchatslehrer genannt. In beiden Bildungseinrichtungen, katholischen wie orthodoxen, zählten neben geistlichen Fächern wie Religion auch weltliche Fächer zum Unterrichtsspektrum.
Für das Schuljahr 1897/98 war Anton Popstoilow Exarchatslehrer an seinem ehemaligen Gymnasium in Thessaloniki, im darauffolgenden Schuljahr wurde er Direktor des Bulgarischen Gymnasiums in Bitola. Zwischen 1899 und 1901 war er Direktor des bulgarischen Frauengymnasiums in Thessaloniki und gleichzeitig Lehrer am Männergymnasium in der Stadt.
Von 1903 bis 1904 war Popstoilow Direktor des Bulgarischen Männergymnasiums Petar Beron im thrakischen Adrianopel. In dieser Zeit unterrichtete er gleichzeitig am Männergymnasium und an der städtischen Mädchenschule. Einer seiner Schüler war der spätere Schriftsteller Damjan Kalfow.
Von Adrianopel kehrte Popstoilow nach Makedonien zurück und wurde zwischen 1904 und 1907 Direktor der Bulgarisch-pädagogischen Schule in Serres. 1907 kehrte er nach Thessaloniki zurück und wurde für zwei Jahre Direktor des Männergymnasiums sowie der bulgarischen Handelsschule. Anschließend war er erneut für ein Jahr Direktor des Männergymnasiums in Adrianopel.
Im Jahr 1910 wurde Anton Popstoilow vom Exarchen Josef I. zum Chefinspektor der Exarchatsschulen ernannt. Mit dem Ausbruch des Balkankrieges 1912/1913 übernahm er die Funktion Generalsekretär des Exarchats. Mit dem Krieg wurden die meisten Gebiete des Exarchats griechisch oder serbisch und alle bulgarischen Bildungs- und Kircheninstitutionen dort geschlossen. Nach dem Krieg zog Popstoilow in die bulgarische Hauptstadt und wurde zunächst für fünf Jahre Kurator am Nationalen Ethnographischen Museum in Sofia.
Während des Ersten Weltkrieges begleitete Popstoilow die 2. Bulgarische Armee in Makedonien und bereiste die Gebiete von Ohrid, Skopje, Veles, Kriva Palanka, Serres und Drama auf der Suche nach historischen und ethnographischen Denkmälern.
Nach dem Krieg kehrte Popstoilow nach Sofia zurück und wurde zwischen 1918 und 1921 Direktor des Nationalen Ethnographischen Museums. Er blieb bis zu seinem Tode im Jahr 1928 Kurator des Museums.

## Arbeiten
Anton Popstoilow ist Autor von 258 wissenschaftlichen Arbeiten, davon mehrere Monographien, Artikel und Studien. Er schrieb vor allem über seine Heimatregion Makedonien, darunter Artikel über die Regionen Tsarevo Selo, Maleschevsko, Lerinsko, Mariovsko, Prilep, Bitola, Veles, Debar, Adrianopel, Korça, Vranya, Sofia. Er besuchte und erkundete verschiedene Klöster. Bei seinen Arbeiten widmete er dem Studium von Zarowo bei Langadas große Aufmerksamkeit. Er veröffentlichte Artikel in den Folklore- und Ethnographie-Sammlungen (aus dem Bulg. Сборник за народни умотворения, наука и книжнина), dem Periodischen Magazin (aus dem Bulg. Периодическо списание) der Bulgarischen Akademie der Wissenschaften, Journal des Nationalen Ethnografischen Museum (aus dem Bulg. Известия на Народния етнографски музей) und weitere.
Popstoilow untersucht und vergleicht in seinen Arbeiten die verschiedenen Motive und Themen der Volkskunst. Er studierte und analysierte die Arbeit der ersten bulgarischen Folkloristen und arbeitete an der Systematisierung der bulgarischen Folklore. Er veröffentlichte die erste Bibliographie der bulgarischen Folklore – „Index der im 19. Jahrhundert gedruckten bulgarischen Volkslieder“ (Band 1. 1916 und Band 2. 1918).

## Werke (Auswahl)
- „Описание на Царево село (Пианечка нахия)“ (1890)
- „Бележки из Малешевската област и съседните ѝ планини“ (1891 – 1892)
- „Тросковский манастир Събор Св. Архангел Михаил“, In Zeitung „Новини“, 9. Ausgabe, 4. Jahr, S. 1–2, Zarigrad, 19. Oktober 1893
- „Петко Колев“, In Zeitung Новини, 19. Ausgabe, 4. Jahr, S. 2–3, Zarigrad, 23. Oktober 1893
- „Сънища и тълкуването им у народа“ (1896 – 1897)
- „Магии за любов и вреда“, 1898
- „Стрижба“, 1900
- „Пари за превоз. Погребален обичай“, 1900
- „На гости в Зарово и Висока“, статия от Антон Попстоилов публикувана в сп. „Българска сбирка“, книжка X, год, VII, Sofia, 1900
- „Молба за дъжд“ (1901)
- „Спомощници от Македония на български печатани книги 1814 – 1877“, публикувано в сп. „Известия на Народния етнографски музей“, книга VI, Sofia, 1926
- „Грамада“, 1910
- „Спомени от Солунската българска мъжка гимназия ‚Св. Кирил и Методи‘“, публикувано в сп. „Училищен преглед“, кн. III, Sofia, 1913
- „Неколко български прекори от Македония и Одринско“, публикувано в „Списание на Българската академия на науките“, книга X, Sofia, 1915
- „Показалец на печатаните през ХІХ век български народни песни“. Т. I. 1815 – 1860, Sofia, 1916
- „Показалец на печатаните през ХІХ век български народни песни“. Т. II. 1861 – 1878, Sofia, 1918
- „Документи и бележки от миналото на българите в Македония“ (1918)
- „Фолклорният сборник на Раковски“ (1921)
- „Войник на сватбата на жена си“ (1921)
- „Ламите и змейовете в народната поезия“ (1921)
- „Ръкописната фолклорна сбирка на Найден Геров“ (1925)
- „Български, аромънски и албански фолклор“ (1926)
- „Петко Р. Славейков и българският фолклор“ (1927)
- „Български книжовници от Македония, Band I, 1704 – 1878.“, Sofia, 1928
- „Български книжовници от Македония, Т. II, 1879 – 1912.“, Sofia, 1928
- „Принос към македонските говори“, Artikel in der Zeitschrift Slavia; Casopis Pro Slovansko Filologii, Praha, 1928
- „Преглед на славянските ръкописи в Зографския манастир“
- „Битови песни“ I и II книга
- „Принос към македонските говори“
- „Редукция на гласните звукове а, е, о в заровско-височкия говор“
- „Село Зарово, Солунско“ (1979 postum)